# Ross 614
Ross 614 (V577 Monocerotis) je těsná dvojhvězda skládající se ze dvou nízkomasivních červených trpaslíků. Tento systém se nachází v souhvězdí Jednorožce ve vzdálenosti 13,3 světelných let od Slunce. Primární složka má zdánlivou jasnost 11,15 magnitud a sekundární složka má jasnost 14,23 magnitudy. Systém patří mezi nejbližší hvězdy ke Slunci.

## Objev a historie
Primární složka byla objevena v roce 1927 americkým astronomem Frankem E. Rossem pomocí 40palcového refraktoru na Yerkesově observatoři. Ross si všiml vysokého vlastního pohybu této hvězdy na fotografických deskách z druhého epochového průzkumu. Tento systém byl následně zařazen do jeho eponymního katalogu.
První důkaz o tom, že Ross 614 je dvojhvězda, pochází z roku 1936. Dirk Reuyl na základě astrometrické analýzy objevil variabilní vlastní pohyb hvězdy, což naznačovalo přítomnost průvodce. V roce 1951 Sarah Lippincott vypočítala oběžné parametry systému a v roce 1955 jej poprvé opticky rozlišil Walter Baade pomocí 5metrového dalekohledu na Palomarské observatoři.

## Orbitální parametry
Systém má orbitální periodu přibližně 16,6 roku. Poloměr hlavní poloosy je přibližně 1,1 úhlové sekundy, což odpovídá vzdálenosti mezi složkami přibližně 4,2 AU. Excentricita dráhy je 0,38, což znamená, že složky obíhají po mírně protáhlé eliptické dráze.

## Fyzikální vlastnosti
Primární složka (Ross 614 A) je červený trpaslík spektrálního typu M4.5V s povrchovou teplotou přibližně 3370 K. Sekundární složka (Ross 614 B) je menší červený trpaslík typu M8V s povrchovou teplotou přibližně 3145 K. Hmotnosti složek jsou odhadovány na 0,22 a 0,09 hmotnosti Slunce.

## Variabilita
Ross 614 je klasifikována jako eruptivní hvězda (hvězda typu UV Ceti). Primární složka vykazuje nepravidelné zjasnění způsobené erupcemi na jejím povrchu. Tyto erupce jsou výsledkem magnetických procesů v atmosféře hvězdy.

## Zajímavosti
Systém Ross 614 je často studován díky své blízkosti k Zemi a nízké hmotnosti svých složek. Je jedním z nejbližších binárních systémů, které obsahují červené trpaslíky, a poskytuje cenné informace o nízkomasivních hvězdách.